# Michael Sata
Michael Sata (anglès: Michael Chilufya Sata)  (Mpika, 6 de juliol de 1937 - Londres, 28 d'octubre de 2014) Michael Chilufya Sata va ser un oficial de policia, ferroviari i sindicalista, que es va exercir com el cinquè president de Zàmbia, assumint el càrrec el 23 de setembre de 2011 fins a la seva mort, el 28 d'octubre de 2014.

## Carrera política
Va liderar el Front Patriòtic de Zàmbia (PF), un partit polític del país. Durant la presidència de Frederick Chiluba, en la dècada dels 90, Sata era ministre com a part del Moviment per a la Democràcia Multipartidaria (MMD), llavors al govern. Es va tornar opositor el 2001, formant-se el PF. Com a líder de l'oposició, Sata va ser popularment conegut com el Rei Cobra (King Cobra), perquè va emergir com a candidat opositor rival de Levy Mwanawasa en l'eleccions de 2006 sent, no obstant això, derrotat. Després de la mort del president Mwanawasa, Sata es va postular novament com a president i va ser derrotat per Rupiah Banda, en 2008. Finalment venceria en les eleccions generals de 2011 al llavors president Rupiah Banda, amb un 42 % dels vots.
Durant 2014 la salut de Sata va empitjorar, qui per la seva avançada edat es veia incapaç de continuar amb la vida pública i oberta característic del càrrec i de la seva personalitat pròpia. El 19 d'octubre Sata abandona el país i va rumb a Londres per tractar-se la seva malaltia, deixant encarregat de la presidència al ministre de defensa Edgar Lungu. Sata finalment va morir el 28 d'octubre a l'hospital Rei Eduard VII. La presidència interina va ser lliurada a Guy Scott, vicepresident del país encarregat de convocar a eleccions. Seria el primer president blanc de l'Àfrica des de Frederick de Klerk a Sud-àfrica.